# Юрасово (Глушковский район)
Юрасово — село в Глушковском районе Курской области России. Входит в состав Нижнемордокского сельсовета.

## География
Село находится на юго-западе Курской области, в юго-западной части Среднерусской возвышенности, в лесостепной зоне, к западу от реки Сейм, на расстоянии примерно 9 км (по прямой) к северо-востоку от Глушково, административного центра района. Абсолютная высота — 140 м над уровнем моря.

### Климат
Климат характеризуется как умеренно континентальный, с тёплым летом и умеренно холодной зимой. Среднегодовая температура — 4,5 °C. Средняя температура воздуха самого тёплого месяца (июля) — 22 °C; самого холодного (января) — −12 °C. Среднегодовое количество атмосферных осадков составляет 600 мм, из которых большая часть выпадает в тёплый период.

### Часовой пояс
Село Юрасово, как и вся Курская область, находится в часовой зоне МСК (московское время). Смещение применяемого времени относительно UTC составляет +3:00.

## Население
| 2002 | 2010 |
| ---- | ---- |
| 77   | ↘9   |

### Половой состав
По данным Всероссийской переписи населения 2010 года, в половой структуре населения мужчины составляли 44,4 %, женщины — соответственно 55,6 %.

### Национальный состав
Согласно результатам переписи 2002 года, в национальной структуре населения русские составляли 98 %.

## Известные уроженцы
- Новиков, Вячеслав Дмитриевич (1930—2011) — советский российский тренер; родоначальник кубанской школы греко-римской борьбы.

## Инфраструктура
Личное подсобное хозяйство с зоной сельскохозяйственного использования, индивидуальная застройка усадебного типа.